# 临蔡镇
临蔡镇，是中华人民共和国河南省周口市淮阳区下辖的一个乡镇级行政单位。

## 行政区划
临蔡镇下辖以下地区：
临蔡村、常楼村、赵桥村、聂寨村、前林村、杨庄村、小孔楼村、邵集村、黄楼村、常庄村、大郑村、许庙村、付营村、韩营村、许桥村、大李村、吴集村、刘老家村、马寺村、孟堂村、岳桥村、张千村、大何村和冯洼村。